# Mesocapromys angelcabrerai
Mesocapromys angelcabrerai је врста глодара из породице хутија (лат. Capromyidae). 

## Распрострањење
Куба је једино познато природно станиште врсте.

## Станиште
Врста Mesocapromys angelcabrerai има станиште на копну.

## Угроженост
Ова врста се сматра угроженом.

### Популациони тренд
Популациони тренд је за ову врсту непознат.